# Ясмані Акоста
Ясмані Акоста Фернандез (ісп. Yasmani Acosta Fernández; нар. 16 липня 1988) — кубинський та чилійський борець греко-римського стилю, бронзовий призер чемпіонату світу, чемпіон, срібний та дворазовий бронзовий призер Панамериканських чемпіонатів, дворазовий чемпіон Південної Америки, дворазовий бронзовий призер Панамериканських ігор, чемпіон Південноамериканських ігор, чемпіон Боліваріанських ігор, срібний призер Олімпійських ігор.

## Життєпис
Боротьбою почав займатися з 1998 року. У 2008 році став Панамериканським чемпіоном серед юніорів.
Виступає за борцівський клуб «Centro Altro Redimiento» Сантьяго. Тренер — Нестор Альманза (з 2017).

## Спортивні результати на міжнародних змаганнях

### Виступи на Олімпіадах
| Змагання                    | Збірна | Вагова категорія                  | Місце  |
| --------------------------- | ------ | --------------------------------- | ------ |
| Літні Олімпійські ігри 2020 | Чилі   | греко-римська боротьба, до 130 кг | 5      |
| Літні Олімпійські ігри 2024 | Чилі   | греко-римська боротьба, до 130 кг | Срібло |

### Виступи на Чемпіонатах світу
| Змагання                        | Збірна | Вагова категорія                  | Місце  |
| ------------------------------- | ------ | --------------------------------- | ------ |
| Чемпіонат світу з боротьби 2017 | Чилі   | греко-римська боротьба, до 130 кг | Бронза |
| Чемпіонат світу з боротьби 2018 | Чилі   | греко-римська боротьба, до 130 кг | 8      |
| Чемпіонат світу з боротьби 2019 | Чилі   | греко-римська боротьба, до 130 кг | 12     |
| Чемпіонат світу з боротьби 2021 | Чилі   | греко-римська боротьба, до 130 кг | 5      |
| Чемпіонат світу з боротьби 2022 | Чилі   | греко-римська боротьба, до 130 кг | 17     |
| Чемпіонат світу з боротьби 2023 | Чилі   | греко-римська боротьба, до 130 кг | 26     |

### Виступи на Панамериканських чемпіонатах
| Змагання                                   | Збірна | Вагова категорія                  | Місце  |
| ------------------------------------------ | ------ | --------------------------------- | ------ |
| Панамериканський чемпіонат з боротьби 2011 | Куба   | греко-римська боротьба, до 120 кг | Золото |
| Панамериканський чемпіонат з боротьби 2015 | Куба   | греко-римська боротьба, до 130 кг | Бронза |
| Панамериканський чемпіонат з боротьби 2017 | Чилі   | греко-римська боротьба, до 130 кг | Срібло |
| Панамериканський чемпіонат з боротьби 2018 | Чилі   | греко-римська боротьба, до 130 кг | Бронза |
| Панамериканський чемпіонат з боротьби 2020 | Чилі   | греко-римська боротьба, до 130 кг | 8      |
| Панамериканський чемпіонат з боротьби 2022 | Чилі   | греко-римська боротьба, до 130 кг | Бронза |
| Панамериканський чемпіонат з боротьби 2023 | Чилі   | греко-римська боротьба, до 130 кг | Бронза |
| Панамериканський чемпіонат з боротьби 2024 | Чилі   | греко-римська боротьба, до 130 кг | Золото |

### Виступи на Панамериканських іграх
| Змагання                  | Збірна | Вагова категорія                  | Місце  |
| ------------------------- | ------ | --------------------------------- | ------ |
| Панамериканські ігри 2019 | Чилі   | греко-римська боротьба, до 130 кг | Бронза |
| Панамериканські ігри 2023 | Чилі   | греко-римська боротьба, до 130 кг | Бронза |

### Виступи на Кубках світу
| Змагання                    | Збірна | Вагова категорія                  | Місце |
| --------------------------- | ------ | --------------------------------- | ----- |
| Кубок світу з боротьби 2010 | Куба   | греко-римська боротьба, до 120 кг | 5     |
| Кубок світу з боротьби 2011 | Куба   | греко-римська боротьба, до 120 кг | 8     |
| Кубок світу з боротьби 2020 | Чилі   | греко-римська боротьба, до 130 кг | 7     |

### Виступи на Чемпіонатах Південної Америки
| Змагання                                    | Збірна | Вагова категорія                  | Місце  |
| ------------------------------------------- | ------ | --------------------------------- | ------ |
| Чемпіонат Південної Америки з боротьби 2017 | Чилі   | греко-римська боротьба, до 130 кг | Золото |
| Чемпіонат Південної Америки з боротьби 2019 | Чилі   | греко-римська боротьба, до 130 кг | Золото |

### Виступи на Південноамериканських іграх
| Змагання                       | Збірна | Вагова категорія                  | Місце  |
| ------------------------------ | ------ | --------------------------------- | ------ |
| Південноамериканські ігри 2018 | Чилі   | греко-римська боротьба, до 130 кг | Золото |

### Виступи на Боліваріанських іграх
| Змагання                 | Збірна | Вагова категорія                  | Місце  |
| ------------------------ | ------ | --------------------------------- | ------ |
| Боліваріанські ігри 2022 | Чилі   | греко-римська боротьба, до 130 кг | Золото |

### Виступи на інших змаганнях
| Змагання                                                        | Збірна | Вагова категорія                  | Місце  |
| --------------------------------------------------------------- | ------ | --------------------------------- | ------ |
| Кубок Гранми з боротьби 2012                                    | Куба   | греко-римська боротьба, до 120 кг | Срібло |
| Cerro Pelado International 2013                                 | Куба   | греко-римська боротьба, до 120 кг | Срібло |
| Кубок Гранми з боротьби 2014                                    | Куба   | греко-римська боротьба, до 130 кг | Срібло |
| Кубок Гранми з боротьби 2015                                    | Куба   | греко-римська боротьба, до 130 кг | Срібло |
| Гран-прі Іспанії з боротьби 2017                                | Чилі   | греко-римська боротьба, до 130 кг | Золото |
| Меморіал Іона Корнеану і Ладислава Сімона 2017                  | Чилі   | греко-римська боротьба, до 130 кг | Золото |
| Кубок Бразилії з боротьби 2017                                  | Чилі   | греко-римська боротьба, до 130 кг | Золото |
| Кубок Владислава Пітласинські 2018                              | Чилі   | греко-римська боротьба, до 130 кг | Срібло |
| Меморіал Іона Корнеану і Ладислава Сімона 2018                  | Чилі   | греко-римська боротьба, до 130 кг | Золото |
| Henri Deglane Challenge 2019                                    | Чилі   | греко-римська боротьба, до 130 кг | Золото |
| Гран-прі Загреба з боротьби 2019                                | Чилі   | греко-римська боротьба, до 130 кг | Бронза |
| Гран-прі Угорщини з боротьби 2019                               | Чилі   | греко-римська боротьба, до 130 кг | 15     |
| Турнір Дана Колова — Николи Петрова 2019                        | Чилі   | греко-римська боротьба, до 130 кг | 8      |
| Олімпійський кваліфікаційний турнір з боротьби 2020 (Оттава)    | Чилі   | греко-римська боротьба, до 130 кг | Золото |
| Гран-прі Франції Анрі Деглана 2021                              | Чилі   | греко-римська боротьба, до 130 кг | Золото |
| Меморіал Маттео Пелліконе 2021                                  | Чилі   | греко-римська боротьба, до 130 кг | 5      |
| Кубок Владислава Пітласинські 2021                              | Чилі   | греко-римська боротьба, до 130 кг | 5      |
| Гран-прі Німеччини з боротьби 2022                              | Чилі   | греко-римська боротьба, до 130 кг | Бронза |
| Міжнародний турнір Любомира Івановича-Гедзи 2022                | Чилі   | греко-римська боротьба, до 130 кг | 5      |
| Кубок Владислава Пітласинські 2023                              | Чилі   | греко-римська боротьба, до 130 кг | Золото |
| Гран-прі Німеччини з боротьби 2023                              | Чилі   | греко-римська боротьба, до 130 кг | Золото |
| Меморіал Іона Корнеану і Ладислава Сімона 2023                  | Чилі   | греко-римська боротьба, до 130 кг | Срібло |
| Олімпійський кваліфікаційний турнір з боротьби 2024 (Акапулько) | Чилі   | греко-римська боротьба, до 130 кг | Золото |
| Меморіал Імре Поляка та Яноша Варги 2024                        | Чилі   | греко-римська боротьба, до 130 кг | 10     |
| Кубок Владислава Пітласинські 2024                              | Чилі   | греко-римська боротьба, до 130 кг | Золото |

### Виступи на змаганнях молодших вікових груп
| Змагання                                                 | Збірна | Вагова категорія                  | Місце  |
| -------------------------------------------------------- | ------ | --------------------------------- | ------ |
| Панамериканський чемпіонат з боротьби серед юніорів 2008 | Куба   | греко-римська боротьба, до 120 кг | Золото |
| Чемпіонат світу з боротьби серед юніорів 2008            | Куба   | греко-римська боротьба, до 120 кг | 10     |